# Kuchiki no Tou
 (novembre 2023).
Si vous disposez d'ouvrages ou d'articles de référence ou si vous connaissez des sites web de qualité traitant du thème abordé ici, merci de compléter l'article en donnant les références utiles à sa vérifiabilité et en les liant à la section « Notes et références ».
Albums de Mucc
Zekuu
(2003) Houyoku
(2005)
Singles
1. Rojiura Boku to Kimi e
Sortie : 25 février 2004
2. Monokuro no Keshiki
Sortie : 9 juin 2004

Kuchiki no Tou (朽木の灯) est le quatrième album du groupe de rock japonais Mucc. Il est sorti le 1er septembre 2004 au Japon et le 12 septembre 2005 en Europe.

## Liste des titres
| No  | Titre                                    | Paroles  | Musique     | Durée |
| --- | ---------------------------------------- | -------- | ----------- | ----- |
| 1.  | Kuchiki no Tō (朽木の灯)                 |          | Miya        | 2:03  |
| 2.  | Daremo Inai Ie (誰も居ない家)            | Tatsurou | Miya        | 3:50  |
| 3.  | Isho (遺書)                              | Miya     | Miya        | 5:16  |
| 4.  | Mikan no Kaiga (未完の絵画)              | Miya     | Miya        | 5:43  |
| 5.  | Dokkū (濁空)                             | Miya     | Miya        | 2:25  |
| 6.  | Gentō Sanka (幻燈讃歌)                   | Miya     | Miya        | 3:38  |
| 7.  | Akatsuki Yami (暁闇)                     | Tatsurou | Yukke       | 5:27  |
| 8.  | 2.07                                     |          | Miya        | 2:07  |
| 9.  | Garo (ガロ)                              | Tatsurou | Miya        | 3:00  |
| 10. | Kanashimi no Hate (悲シミノ果テ)         | Miya     | Miya        | 4:12  |
| 11. | Rojiura Boku to Kimi e (路地裏 僕と君へ) | Tatsurou | Miya        | 4:22  |
| 12. | Oboreru Sakana (溺れる魚)                | Tatsurou | Tatsurou    | 5:24  |
| 13. | Namonaki Yume (名も無き夢)               | Tatsurou | Miya        | 4:24  |
| 14. | Monokuro no Keshiki (モノクロの景色)     | Tatsurou | Yukke, Miya | 5:35  |
| 15. | Kuchiki no Tō (朽木の塔)                 | Tatsurou | Miya        | 11:27 |